# Karen Rigmor Moritz
Karen Rigmor Moritz (* 15. August 1913 in Nørresundby; † 4. April 2024 in Aalborg) war eine dänische Supercentenarian.

## Leben
Karen Rigmor Moritz wuchs gemeinsam mit mehreren, älteren Geschwistern in der norddänischen Kleinstadt Nørresundby auf. Ihr Vater führte jahrzehntelang eine Gärtnerei in Aalborg. Anfang der 1930er-Jahre zog sie nach ihrem Schulabschluss nach Aalborg, wo sie bis zu ihrem Tod gewohnt hatte. Dort absolvierte sie dann eine Ausbildung zur Damenmaßschneiderin. In diesem Beruf war sie in verschiedenen Firmen über mehrere Jahre hinweg tätig. Später arbeitete sie allerdings in der Stadtgärtnerei ihres Vaters. Mitte der 1970er-Jahre ging sie in den Ruhestand.
Sie heiratete Mitte der 1930er-Jahre den Polizisten Svend Moritz (1906–1988), der als Dänemark unter deutscher Besatzung stand als Rechtsanwalt und nach dem Ende des Zweiten Weltkrieges als Polizeichef von Aalborg tätig war. Aus der Ehe gingen zwei Söhne und eine Tochter hervor. Die Ehe bestand bis zu seinem Tod im Jahr 1988. Sie hatte mehrere Enkelkinder, darunter die in Dänemark bekannte Journalistin Vibeke Hartkorn (* 1965), sowie auch zwei Urenkelkinder und vier Ururenkelkinder. Im Alter von über 90 Jahren stellte sie ihre Ernährung für einige Zeit lang auf Vegetarismus um. Bis Ende des Jahres 2013 lebte sie in ihrer Wohnung und wurde in regelmäßigen Abständen von einem Pflegedienst betreut. Erst mit rund 100 Jahren zog sie in eine Seniorenresidenz.
Nach dem Tod von Else Rehling im Alter von 109 Jahren am 22. Januar 2022 war Karen Rigmor Moritz die älteste in Dänemark lebende Person und war dadurch auch die älteste Person in der Region Nordjylland. Mit ihrem 110. Geburtstag am 15. August 2023 wurde sie zur Supercentenarian. Karen Rigmor Moritz starb am 4. April 2024 im Alter von 110 Jahren und 233 Tagen (insgesamt 40.410 Tage).